# クッシュマン (企業)

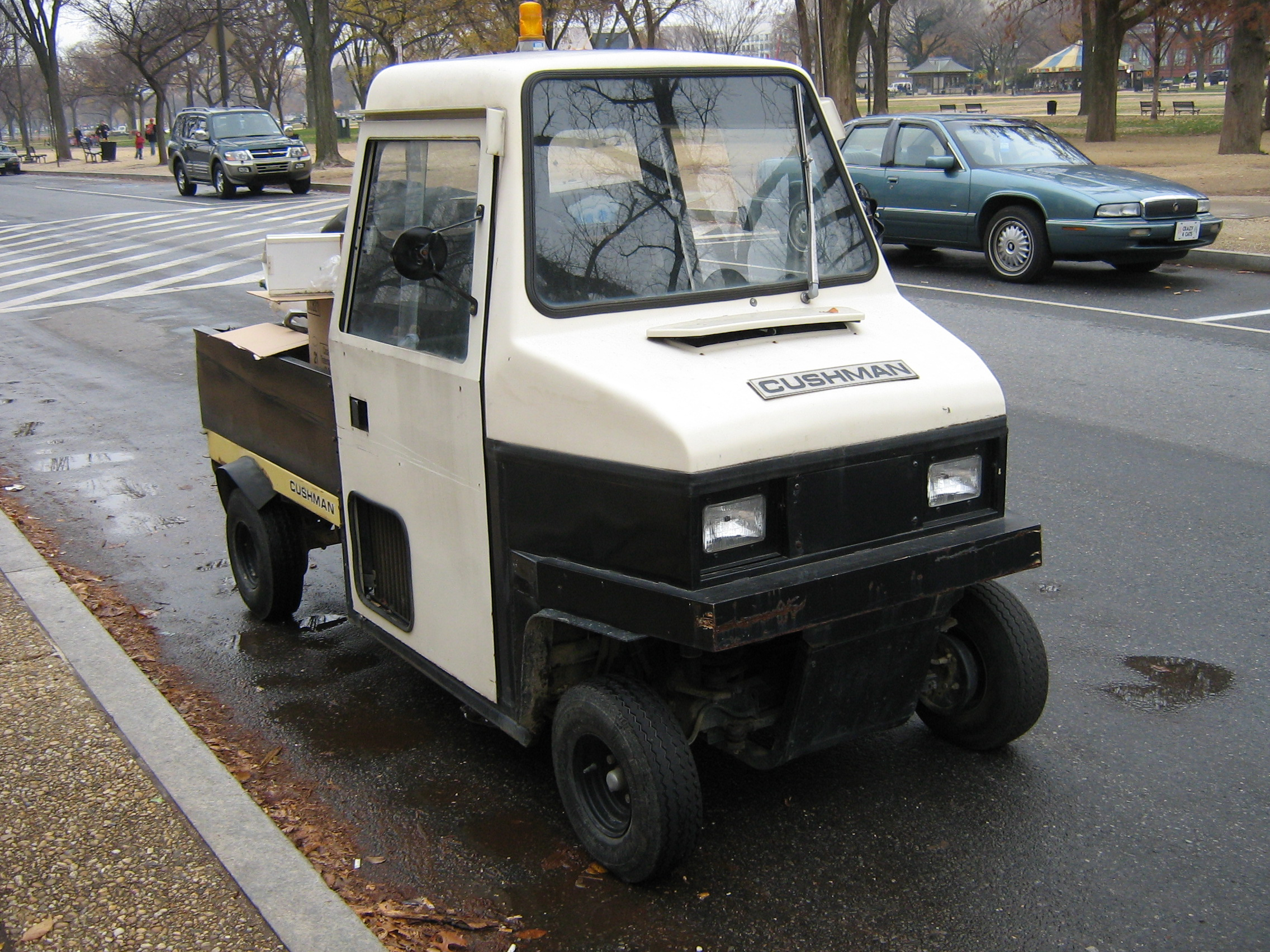
クッシュマン・トラックスター

クッシュマン（Cushman）はアメリカ合衆国、ジョージア州のオーガスタにあるテキストロン社傘下の産業用小型/特殊車両の製造会社である。

## 歴史

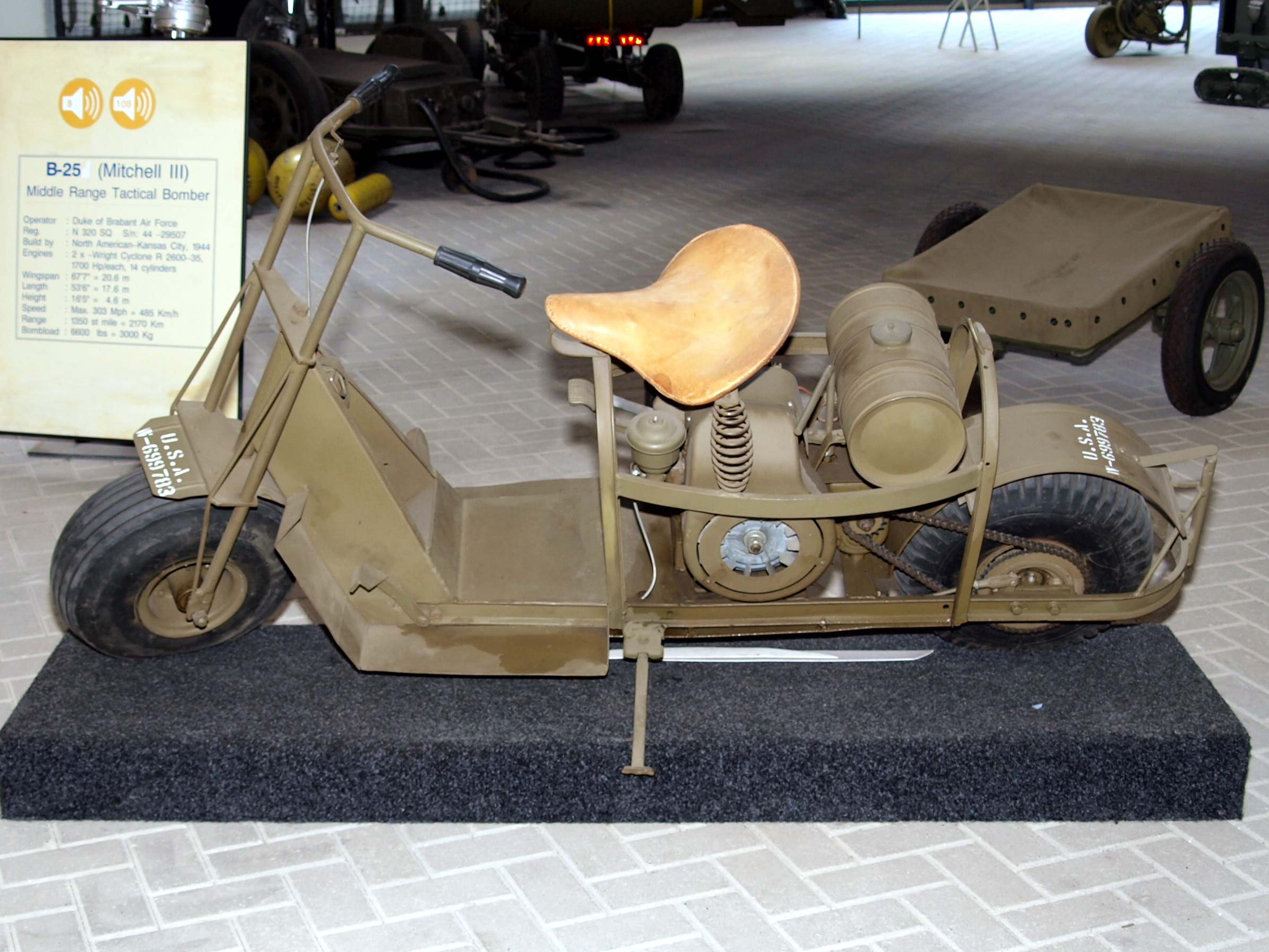
G683 空挺用スクーター

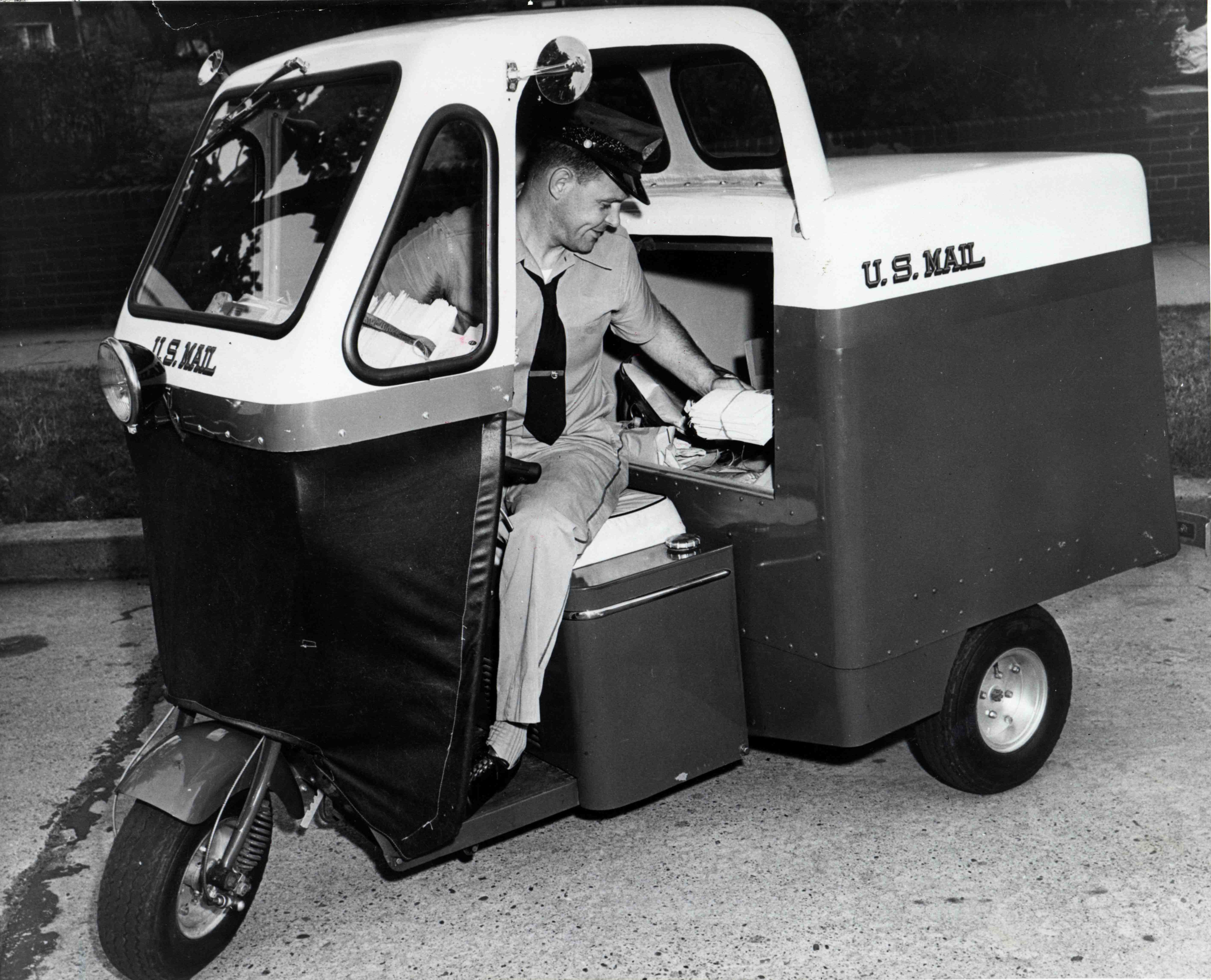
メールスター（1955年）

クッシュマンは1903年にリンカーン (ネブラスカ州)でエヴァレット (Everett) とクリントン・クッシュマン (Clinton Cushman) により設立され、1913年にクッシュマン・モーター・ワークス (Cushman Motor Works) となった。1922年には4ストロークのハスキー・エンジン (Husky engine) の生産を開始し、農業機械、ポンプ、芝刈り機やボート向けのエンジンを生産した。世界恐慌の中、ハスキー・エンジンの生産量を増加させるために1936年に変速操作不要のスクーターを造り始めた。クッシュマン製スクーターは第二次世界大戦中にアメリカ軍により広範囲に使用され、戦争の前後に自動車の代替手段となった。クッシュマンの有名な製品の一つは第二次世界大戦時の軍用仕様のモデル53であった。アメリカ陸軍の空挺兵と共にパラシュートで降下させるように設計され、クッシュマン・エアボーン (Cushman Airborne) の名で知られるようになった。その他の軍用モデルは基地内での郵便配送業務で使用された。最も成功したスクーターであるイーグルは露出したエンジンと上部燃料タンクによりオートバイと似た外観をしており、約16年間生産された。その他のモデルは一般的なスクーターと同様のステップスルー形式を採用しており、このステップスルー形式と運転の容易さは男性と共に女性にも人気となった。ロードキング (Road King) やペースメーカー (Pacemaker) と名付けられた1950年代末のモデルの中の幾つかはジェット機時代を象徴するボディデザインをまとっていた。シアーズではこれらのモデルの中の一つをオールステート (Allstate) のブランドで販売した。クッシュマン製スクーターは遠心式自動クラッチを備えていて加速するには右側のグリップを捻るだけであったが、奇妙なことにその他ほとんどのオートバイやスクーターで採られていた方式とは逆にグリップは前方に捻ることで加速した。クッシュマン社は75マイル/ガロンの燃費を主張し、運用コストを1ペニー/ 1マイルであると宣伝した。クッシュマン製スクーターは総じて重量が250から335ポンド、出力は9馬力 (6.7 kW)程度であった。スクーターの生産は1965年に終了したが、在庫のイーグルの中には1966年モデルとして販売されたものもあった。スクーター生産の終了後にクッシュマン社はゴルフカート (Golf cart)、産業用車両や芝生整備機器を製造した。

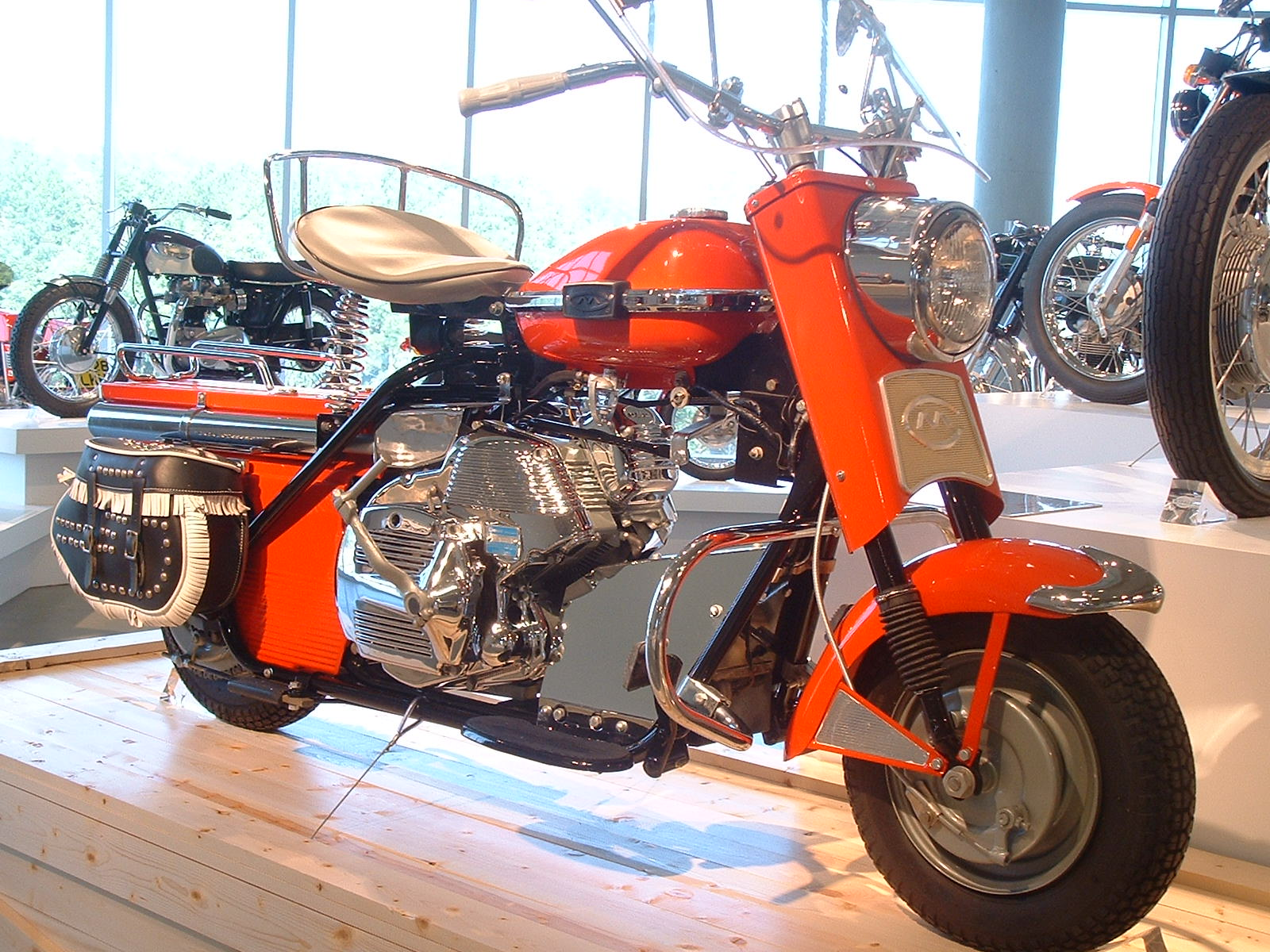
Cushman motor scooter

クッシュマン・トラックスター (Cushman Truckster) は1952年から2002年まで生産され、アイスクリーム販売、ショッピングセンターや競技場の整備清掃やニューヨーク市警察でも使用された。クッシュマン社は1962年にアウトボード・マリン社 (Outboard Marine Corporation) の一部門になり、1989年に（イギリスの）ランサムズ社 (Ransomes) がクッシュマン社を買い取り、その後テキストロン社がランサムズ社を買収した。

## モデル

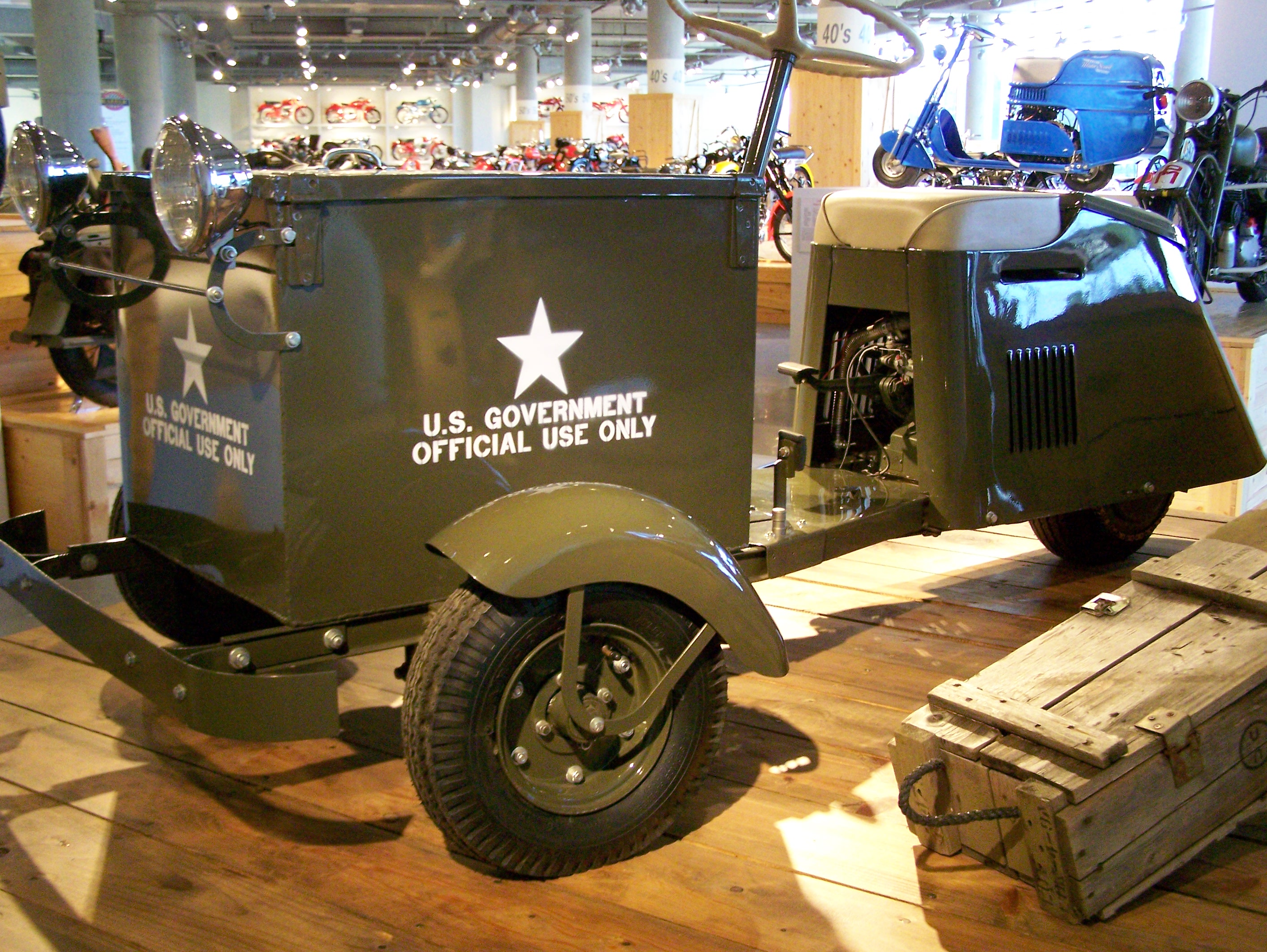
軍用の荷物配送用3輪車

- ホールスター (Haulster) ：産業用小型多目的トラック
- トラックスター (Truckster)
- ベルホップ・シリーズ (Bellhop Series) ：ゴルフカート
- タグ (Tug) ：大型トラック
- ミニット・マイザー (Minute Miser) ：トラック
- タイタン (Titan) ：産業用大型多目的トラック
- モデルC エンジン：1911年に特許をとった出力4馬力 (3.0 kW)のエンジン。農業機械用として一般的に知られる。
- トラックスター (Trackster) ：無限軌道式全地形対応車
- ゴルフスター (Golfster)
- モデル53 (G683) ：空挺用2輪スクーター
- モデル39 (G551 or G672) ：荷物配送用3輪車
- モデル34 (G679) ：サイドカー付き3輪スクーター